# Gigi Ortuso
Gigi Ortuso, all'anagrafe Luigi Ortuso (... – Roma, 10 settembre 1969), è stato un conduttore radiofonico italiano, attivo in radio e televisione fra gli anni cinquanta e gli anni settanta.

## Biografia
Figlio di Michele Ortuso e attivo come speaker radiofonico e televisivo nel dopoguerra, dove fu una delle principali voci della Rai, è stato la voce di commento di alcuni documentari televisivi e cinematografici come la parte curata da Giovannino Guareschi del film La rabbia. Condusse Il Discobolo, sul Secondo programma, dove ha sostituito l'ideatore della stessa Vittorio Zivelli.
Ha lavorato saltuariamente anche come doppiatore, soprattutto per le compagnie di doppiaggio A.R.S. e S.A.S. negli anni sessanta.

## Doppiaggio
- Gustavo D'Arpe in Sedotta e abbandonata
- Antonio Acqua in Boccaccio '70
- Francesco D'Adda ne Gli altri racconti di Canterbury
- Narratore ne La trappola di ghiaccio
- Narratore serio della seconda parte de La rabbia
- Clyde Crashcup in Alvin Show (primo doppiaggio)[6]